# 倫納德·姆沃迪瑙
倫納德·姆沃迪瑙（英語：Leonard Mlodinow，1954年11月26日—），汉语又译作列纳德·蒙洛迪诺，美國物理學家、作家、編劇、加州理工學院教授。

## 生平
1954年，倫納德·姆沃迪瑙出生於芝加哥，他的父母都是犹太人大屠殺的倖存者。
姆沃迪瑙自幼成绩不错，但是对物理学没有特别强烈的兴趣。大学期间，他因迷上理查·费曼的《费曼物理学讲义》，决定要当物理学家。27岁时，他在加州大学柏克萊分校获得物理博士学位，毕业后前往费曼所在的加州理工學院做研究。他31岁时裸辞，带着自己写的一个剧本和6000美金只身前往洛杉矶。6个月后，他卖出剧本，身上剩下110美元。接下来的几年，他为许多电视剧写过剧本，其中包括《Hunter》、《Macgyver》、《星际迷航》和《Night Court》等。
2005年，他回到加州理工学院继续教书。之后，他與英國天体物理学家史蒂芬·霍金一同工作，合著了科普書籍《新時間簡史》（《时间简史（普及版）》）。2010年，他与霍金又合著了《大設計》。其代表作还有《潜意识：控制你行为的秘密》（Subliminal: How Your Unconscious Mind Rules Your Behavior）。

## 主要著作
- Leonard Mlodinow.  [歐幾里得之窗：從平行線到超空間的幾何學故事]. 2001.
- Leonard Mlodinow.  [費曼的彩虹：物理大師的最後24堂課]. 2003.
  - 汉译本：Leonard Mlodinow.  [費曼的彩虹]. ISBN 978-0-446-69251-9.(中译版：里昂纳德·曼罗迪诺. .  [费曼的彩虹：物理大师的最后24堂课]. 陈雅云 (翻译), 周宏 (责任编辑), 辛艳 (特约编辑) 第1版. 陕西师范大学出版社. 2007年. ISBN 978-7-5613-3712-7 （中文（中国大陆））.)
- Stephen Hawking; Leonard Mlodinow.  [[[新時間簡史]]]. 2005. 网址－维基内链冲突 (帮助)
- Leonard Mlodinow.  [醉漢走路（英语：The Drunkard's Walk）：機率如何左右你我的命運和機會]. 2008.
- Stephen Hawking; Leonard Mlodinow.  [[[大設計]]：霍金十年首見卓越巨著，為生命終極問題提供最新答案]. 2010. 网址－维基内链冲突 (帮助)
- Leonard Mlodinow.  [潛意識正在控制你的行為]. 2012.
- Leonard Mlodinow.  [科學大歷史：人類從走出叢林到探索宇宙，從學會問「為什麼」到破解自然定律的心智大躍進]. 2015.